# 티머시 보텀스
티머시 보텀스(Timothy Bottoms, 1951년 8월 30일 ~ )는 미국의 배우이다.

## 출연 작품
- 웰컴 투 더 맨즈 그룹 (2016)
- 원-나잇터 (2012)
- 파운드 오브 플레시 (2010)
- 와일드 울프 (2009)
- 잃어버린 세계를 찾아 2015 (2009)
- 파라솜니아 (2008)
- 어롱 더 웨이 (2007)
- 홀리데이 인 핸드커프 (2007)
- 상하이 키스 (2007)
- 더트 (2007)
- Paradise, Texas (2005)
- 뱀파이어 배트 (2005, Vampire Bats)
- 내겐 너무 아찔한 그녀 (2004)
- 911 위기의 시간 (2003)
- 엘리펀트 (2003)
- 헬드 포 랜섬 (2000)
- 더 프린스 앤 더 서퍼 (1999)
- 워터프론트 (1998)
- 믹시드 브레싱 (1998)
- 서커스 코끼리의 모험 (1998)
- 앱솔루트 포스 (1997)
- 토탈 포스 (1997)
- 블러드 라인 (1996)
- 공포의 독립기념일 (1996)
- 링거 (1996)
- 적과의 동행 (1995)
- 아워글래스 (1995)
- 리퍼 맨 (1995)
- 탑 독 (1995)
- 디거 (1993)
- 공룡 왕국 (1991)
- 마지막 쇼 (1990)
- 음모의 이스탄불 (1989)
- 콰이강의 다리 2 (1989)
- 화성에서 온 침입자 (1986)
- 러브 리즈 더 웨이: 어 트루 스토리 (1984)
- 히드라 - 몬스터 오브 더 딥 (1984)
- 햄본과 힐리 (1984)
- 틴 맨 (1983)
- 하이 컨트리 (1981)
- 에덴의 동쪽 (1981)
- 허리케인 (1979)
- 사랑의 선물 (1978)
- 저 하늘에도 태양이 2 (1978)
- 위험한 열차 (1977)
- 새벽의 7인 (1975)
- 크레이지 월드 오브 줄리어스 브루더 (1974)
- 하얀 새벽 (1974)
- 사랑과 고통 (1973)
- 하버드 대학의 공부벌레들 (1973)
- 마지막 영화관 (1971)
- 자니 총을 얻다 (1971)